# Coumelade
La Coumelade est un torrent des Pyrénées, dans le massif du Canigou. Son bassin correspond approximativement au territoire de la commune du Tech, dans le département français des Pyrénées-Orientales. La Coumelade se jette dans le fleuve Tech.
Une centrale hydroélectrique se trouve sur ses berges, au lieu-dit La Llau.

## Toponymie

### Étymologie
Le nom « la Coumelade » est une francisation du nom catalan de la rivière : La Comalada. Ce mot signifie « combe allongée ».
Les noms anciens de la plupart des cours d'eau des Pyrénées-Orientales ont été perdus puis ont été renommés d'après un autre lieu, souvent sous la forme riu de... (rivière de...).
La vallée est citée dès 878 dans un texte, sous la forme Comalata. Ce nom a une origine celtique et est formé des mots Cumba qui a donné le français « combe » et Lata, « large ». Il désigne tout d'abord cette large vallée dans laquelle s'écoulent plusieurs torrents, puis le principal d'entre eux, le torrent de Combret, prend le nom de la vallée.
Le mot Combret est d'origine obscure. Il pourrait avoir une origine germanique, de Comboros qui désigne un terrain rocailleux ou, via le village nommé Combret, qui se trouve en Aveyron, une origine gauloise. Dans ce dernier cas, il proviendrait du mot Combra qui désigne un confluent ou un barrage. La configuration de la vallée, comportant à la fois des secteurs très rocailleux (dont des moraines) et un confluent de torrents, peut correspondre à l'une comme à l'autre de ces deux origines supposées.
La Gran enciclopèdia catalana consacre son article la Comalada à la vallée, désignant la rivière par riu de la Comalada. Une règle fréquente est que les cours d'eau prennent le genre du terme générique : les riu de... sont masculins, comme le mot riu en catalan. Mais le nom de cette rivière sans terme générique est féminin : on dit la Comalada, nom utilisé en 2020 notamment par les organismes français IGN et SANDRE.

### Principaux lieux
D'aval en amont, les limites de la vallée rive gauche sont le lieu-dit Cos, puis une chaîne montagneuse séparant la vallée de celle du Riuferrer. Le principal point de passage de ce côté est le col de la Roue (993 m d'altitude). Ensuite se rencontrent les monts suivants : le Ventous (1 200 m), le roc del Reart (1 599 m), le pic des Pastors (1 883 m) et le puig dels Tres Vents (2 731 m). Rive droite, le point le plus haut est le puig Rojà (2 724 m), puis une crête appelée Serre Vernet qui descend jusqu'à 1 800 m, au col de Serre Vernet, en passant par le puig de Gallinas (2 029 m), remonte jusqu'au puig dels Sarrais (1 830 m), puis descend jusqu'au col d'en Cé , au col de Soous (1 000 m) près duquel se trouve le point de passage routier de ce côté-ci de la vallée. Le point culminant ensuite est le puig Cabrès (1 162 m) suivi d'une forte pente jusqu'au fleuve Tech.
À la confluence de la Coumelade avec le fleuve Tech se trouve le village du Tech, chef-lieu de la commune du même nom. En remontant la rivière, on trouve le mas de Casa d'Amunt, le mas Pascal, les hameaux de Banat et La Llau, et l'ermitage Saint-Guillem de Combret.

## Géographie physique
| \| St-Guillem Pic du Canigou Puig Rojà Puig dels Tres Vents St-Martin du Canigou Abbaye d'Arles-sur-Tech Le Tech Montferrer Prats-de-Mollo Cady \| Répartition des principaux lieux cités dans cet article. |
| St-Guillem Pic du Canigou Puig Rojà Puig dels Tres Vents St-Martin du Canigou Abbaye d'Arles-sur-Tech Le Tech Montferrer Prats-de-Mollo Cady                                                                |

Le massif du Canigou est le plus oriental des massifs des Pyrénées dépassant les 2 000 m d'altitude. Situé dans le département français des Pyrénées-Orientales, il sépare les régions naturelles et historiques de tradition catalane du Vallespir, au sud, et du Conflent au nord. Il culmine au pic du Canigou (2 784 m). Les eaux de la partie sud-est du massif s'écoulent vers le fleuve Tech, les autres dans la Têt. Ces deux fleuves se jettent dans la mer Méditerranée, distante d'une cinquantaine de kilomètres, après avoir traversé la plaine du Roussillon.
La Coumelade est une rivière du haut Vallespir, sur le flanc sud du massif du Canigou.

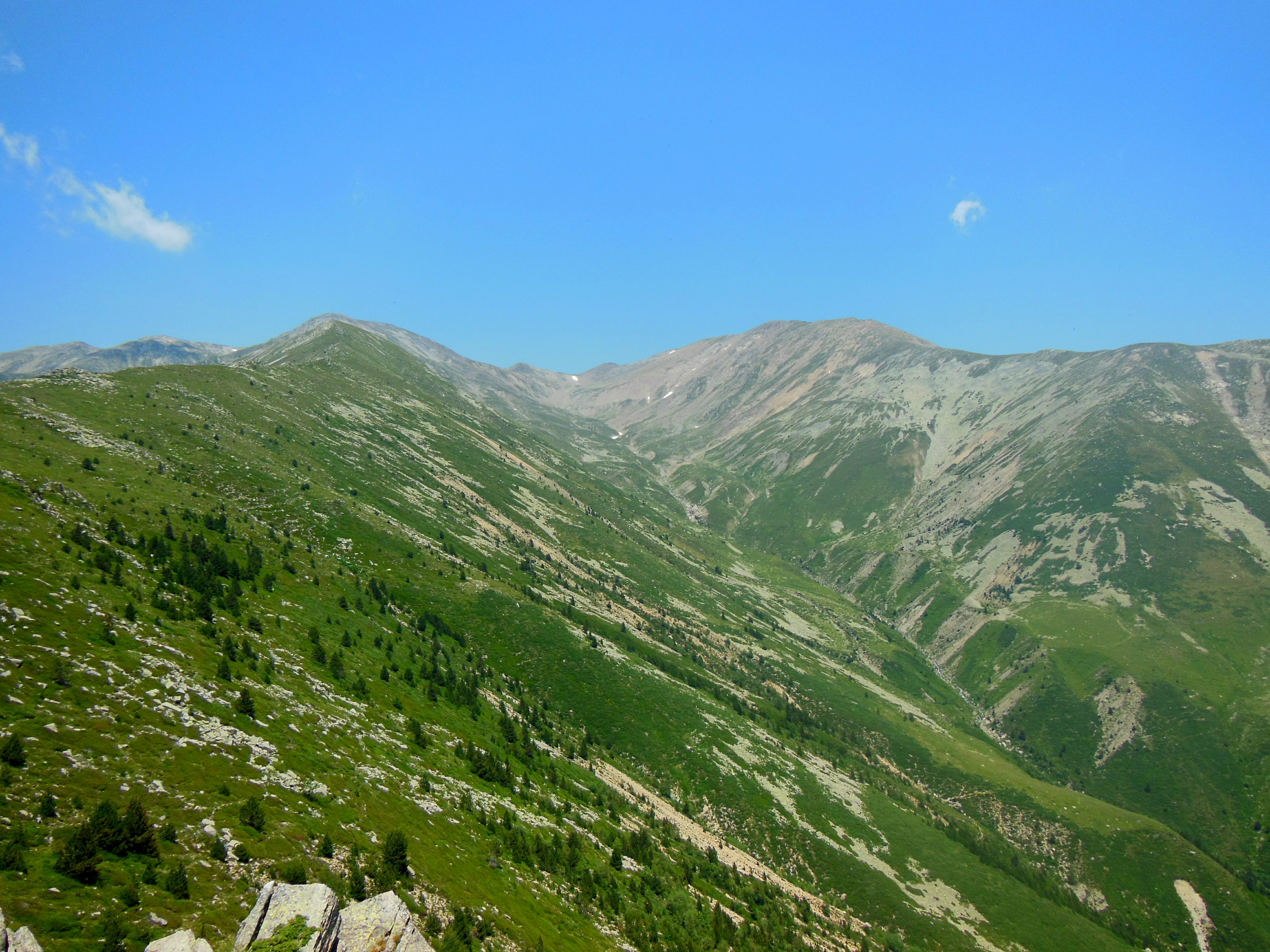
La vallée de la Coumelade et le puig dels Tres Vents (à droite).

### Morphologie
Selon le Service d'administration nationale des données et référentiels sur l'eau (SANDRE), la Coumelade mesure 14,9 km de long. Elle traverse une seule zone hydrographique « le Tech du Parcigoule à la rivière de Lamanère » (Y021) de 135 km2 de superficie. Le bassin versant de la Coumelade a une superficie de 24,2 km2. En ligne droite, la Coumelade parcourt environ 11 km pour presque 2 000 m de dénivelé, ce qui représente les pentes parmi les plus fortes de la région.
Sa vallée, de largeur régulière et dirigée vers le sud-est, est limitée par deux lignes de crêtes presque parallèles.
Dans sa partie supérieure, le sol de la vallée est constitué de gneiss issu de l'orogenèse hercynienne, supplanté en aval par du schiste. Les berges sont en de nombreux endroits fragilisées par l'érosion. La rivière est barrée de plusieurs verrous accumulant des alluvions, la vallée parsemée d'une quantité importante de moraines.
La rivière prend sa source entre le puig Rojà (2 724 m) et le puig dels Tres Vents (2 731 m), deux sommets liés par une ligne de crête dont le point le plus bas est un col appelé portella dels Tres Vents ou portella du Canigou (2 621 m). De l'autre côté, face nord, nait le Cady qui se jette dans la Têt,.
La partie supérieure de la vallée, au-dessus de 2 100 m d'altitude, est un large cirque naturel glaciaire, composé de quatre cirques plus petits, dont le sol est jonché de moraines pouvant avoir jusqu'à 25 m d'épaisseur. Cette partie supérieure comporte plusieurs replats, restes de cirques glaciaires, dont le plus grand a pour dimensions 1,5 km et 0,5 km. La pente suivie par la rivière peut y dépasser 25%.
Cette vallée, en forme de U jusqu'à 2 100 m, laisse peu à peu place, vers 1800 à 1 900 m, à une vallée en V.
Le cours de la rivière traverse, jusqu'à 1 500 m des moraines pouvant avoir 150 m de large et 56 m d'épaisseur. La pente transversale est abrupte sur les bords de la rivière, devient plus douce avant de s'accentuer peu à peu vers les sommets bordant la vallée. La majorité des pentes de la haute vallée s'échelonne de 20° à 40°. Les plus fortes pentes se trouvent sur les flancs du cirque supérieur ou sont formées par les nombreuses ravines perpendiculaires au cours de la Coumelade. Le long de la rivière, dans cette partie intermédiaire de la vallée, se trouvent également des portions de terrain plat pouvant aller jusqu'à 150 m de large pour la plus grande.
La rivière suit une pente globalement régulière sur la partie supérieure de son cours, au-dessus de 1 450 m.
La Coumelade s'engouffre ensuite (de 1 500 m à 1 000 m environ) dans des gorges puis serpente sur des terrains couverts d'alluvions, connait une nouvelle gorge juste avant de déboucher sur le fleuve Tech (altitude : 512 m). Les derniers mètres de la rivière, dans le village du Tech, sont canalisés.

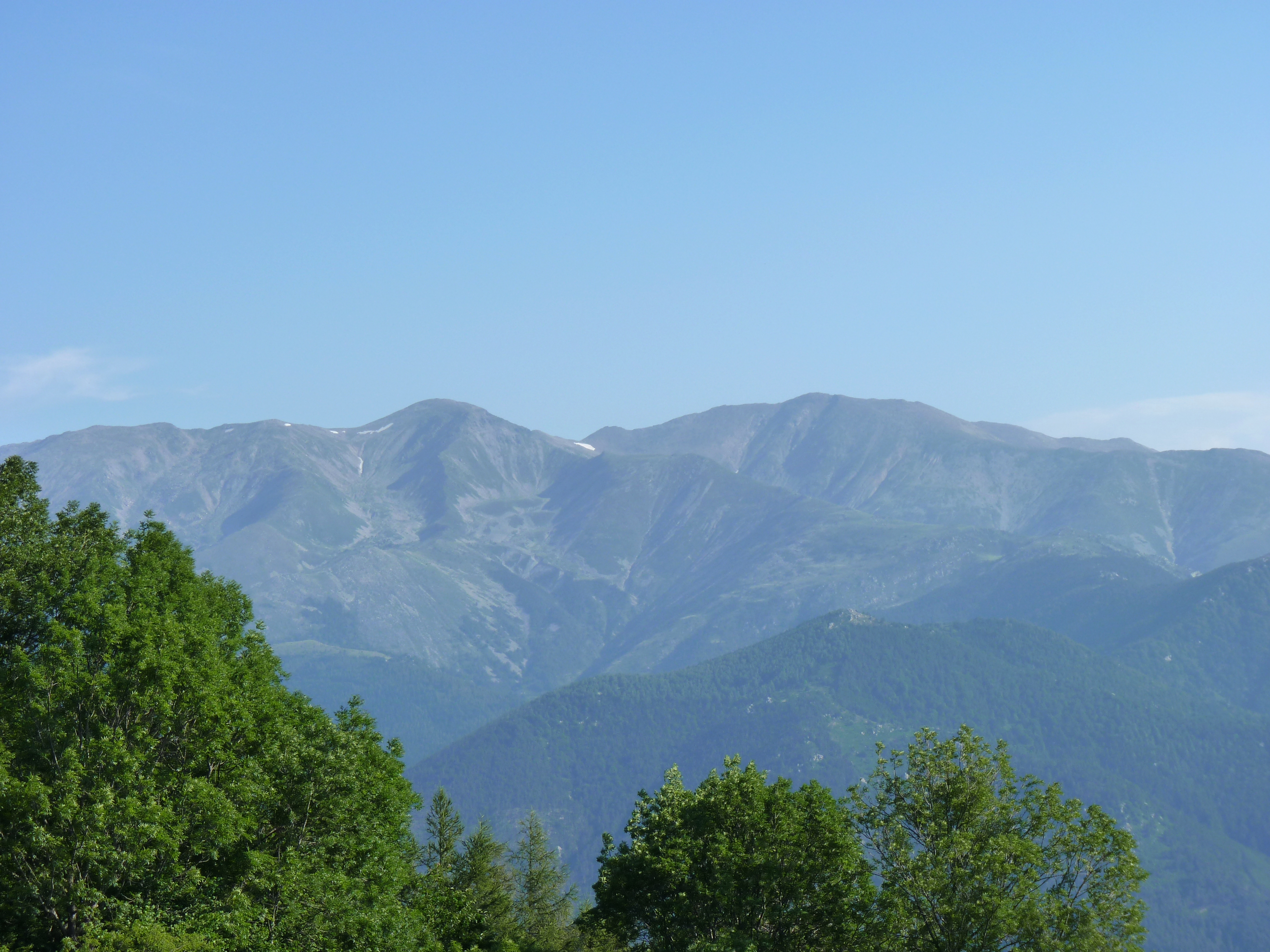
Les crêtes limitant la vallée, depuis le col d'Ares.
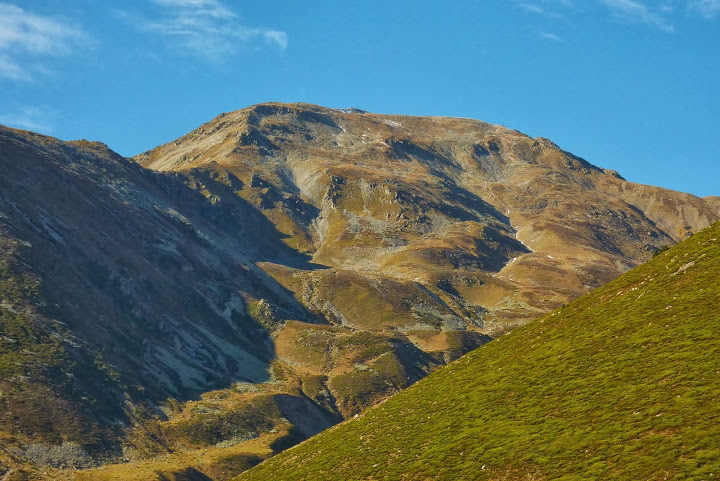
Puig Rojà et portella dels Tres Vents.
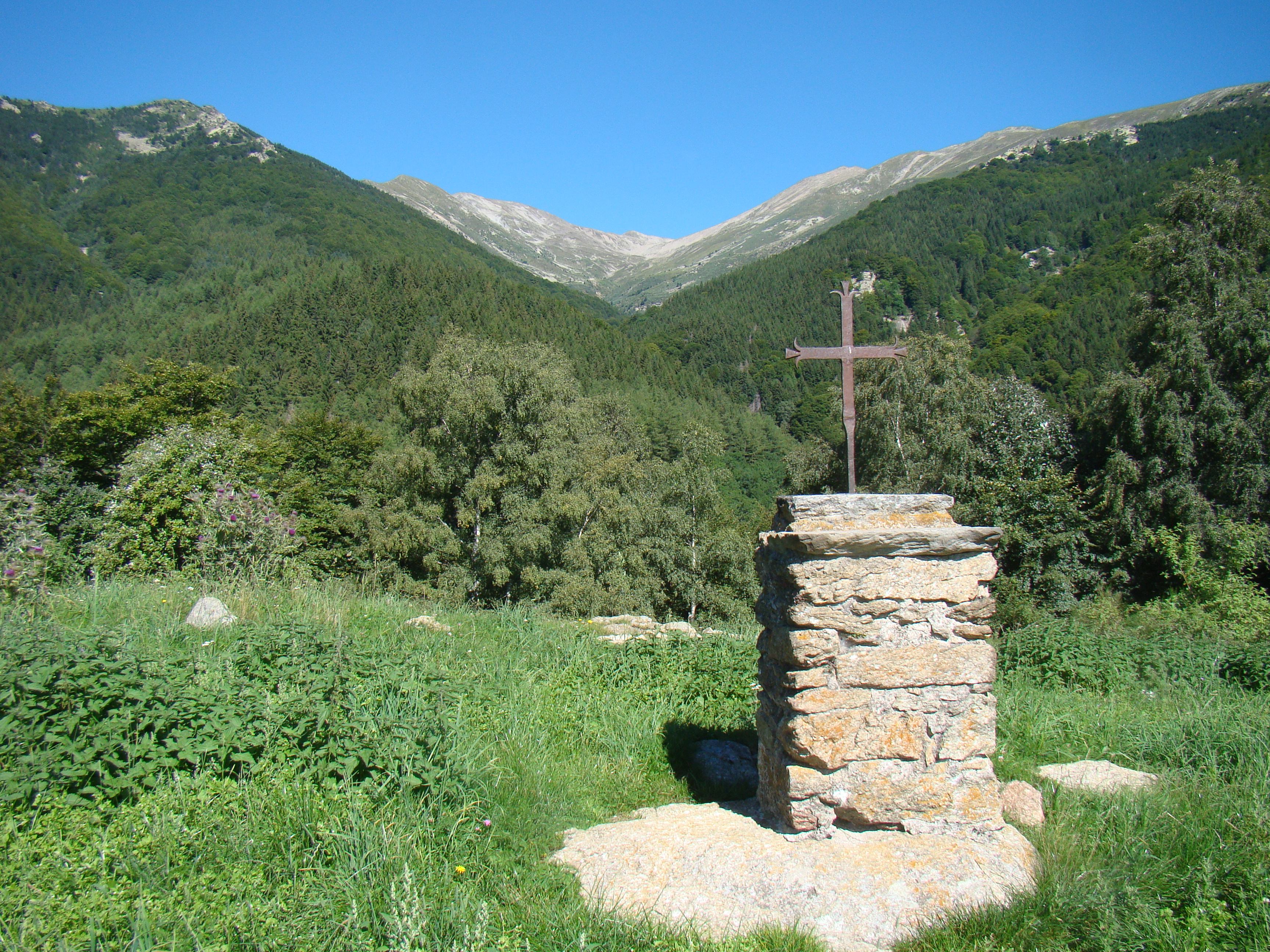
Haute et moyenne vallée.
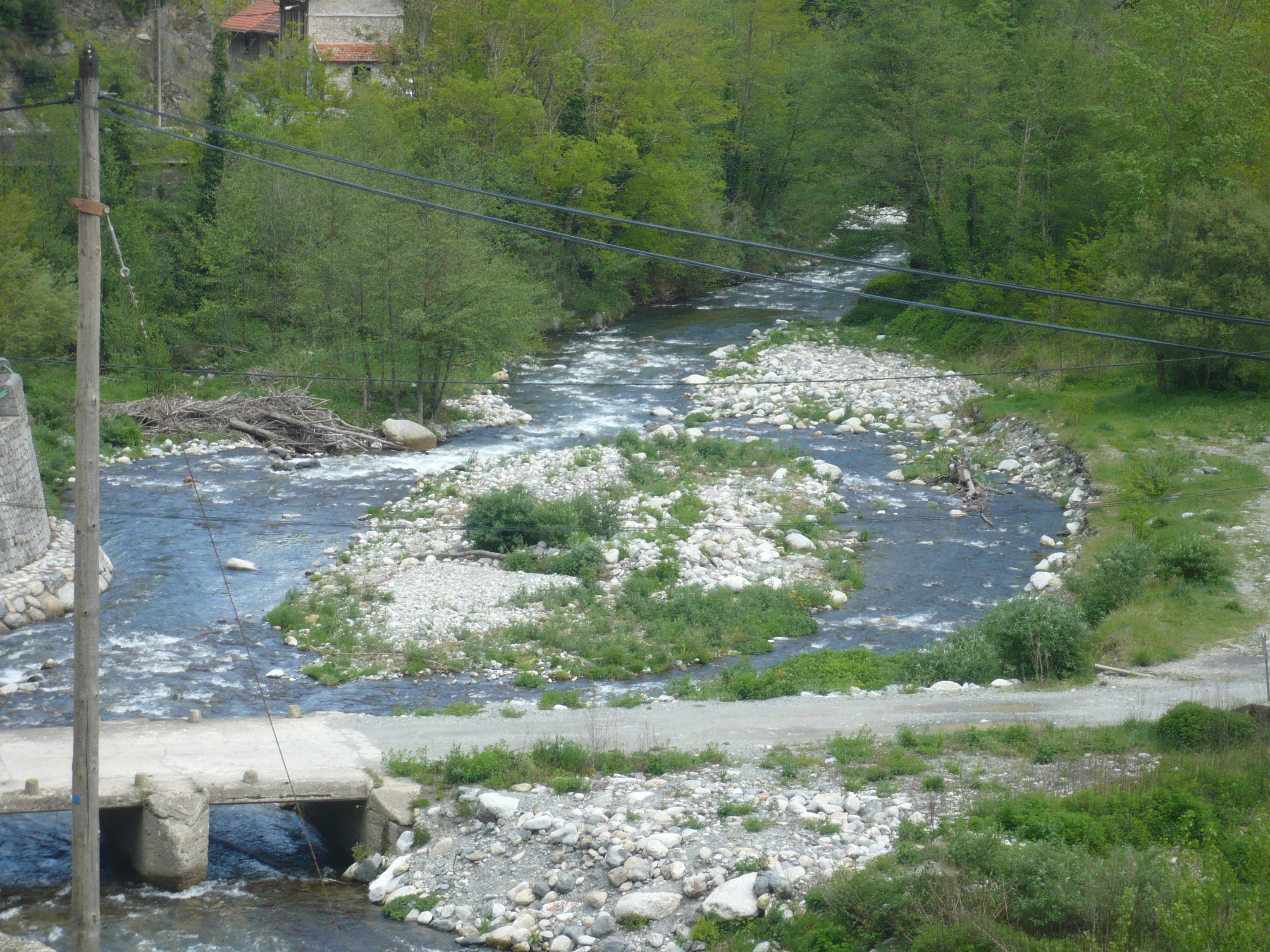
Confluence de la Coumelade avec le Tech.

### Climat
Le climat subi par la basse vallée de la Coumelade est influencé par la présence proche de la mer Méditerranée et des montagnes avoisinantes. Il s'agit d'un climat méditerranéen dit « altéré » : les températures hivernales sont douces, chaudes l'été, l'ensoleillement est important, mais la vallée est en partie à l'abri des forts vents méditerranéens secs (tramontane) et ne connait pas de saison sèche l'été.
Les précipitations sont fréquentes, mieux réparties en moyenne tout au long de l'année qu'au bord de la Méditerranée. La hauteur de pluie annuelle moyenne mesurée au confluent avec le Tech est de 1 080 mm. À 1 700 m d'altitude, la moyenne annuelle de précipitations est de 1 500 mm. Cette moyenne augmente avec l'altitude, d'environ 50 mm tous les 100 m. Si ce climat est plus humide que le celui de la plaine du Roussillon, il reste en dessous de la moyenne des précipitations sur l'ensemble des Pyrénées.
La vallée du Tech étant dirigée vers l'est, elle laisse entrer les courants d'air humides provenant de la mer. Lorsque de l'air chaud et humide provenant de la Méditerranée entre en contact avec de l'air froid présent sur les Pyrénées, la région peut subir de violents abats d'eaux dont les plus exceptionnels sont appelés localement aiguats. Lors de l'aiguat de 1940, du 16 au 20 octobre de cette année, le total des précipitations en haut Vallespir a été estimé à 1 930 mm. À La Llau, pour le seul 17 octobre, elle a été mesurée officiellement à 840 mm, ce qui constitue le record d'Europe de précipitations en vingt-quatre heures. La valeur exacte n'est pas connue, le pluviomètre ayant débordé plusieurs fois, elle est estimée à 1 200 mm.
Si la quantité moyenne de précipitations est la plus forte au printemps et en été, les plus forts orages se produisent en automne.
Les températures sont relativement douces, devenant plus froides avec l'altitude. Jusqu'au sommet du Canigou, la température moyenne annuelle est positive, bien que les minimales soient très froides en hiver en altitude. On dénombre en moyenne 70 jours de gelées par an au Tech.

### Hydrologie
Ces caractéristiques donnent à la Coumelade un fort caractère torrentiel, son débit est très irrégulier.
Les fortes précipitations occasionnelles et le relief marqué rendent le bassin du Tech vulnérable aux inondations, la vallée de la Coumelade faisant partie des zones les plus exposées à ces risques. Le temps de réponse est d'environ 30 min, ce qui est très court et accentue les risques pour les populations.
Les inondations les plus dévastatrices portent localement le nom catalan d'aiguat.
Les plus violents aiguats recensés, sur la Coumelade, ont eu lieu en octobre 1763, octobre 1907, décembre 1932 et surtout octobre 1940. Les constructions situées près du lit de la rivière peuvent être détruites, comme le hameau de Banat, la station hydroélectrique de La Llau (détruite en 1940). L'église paroissiale a été détruite en 1763 et 1940. L'aspect actuel du village provient de l'aiguat de 1940.
Le débit annuel moyen (ou module) mesuré sur une décennie à la station de La Llau est de 0,3 m3/s entre 1931 et 1940. Au plus fort de l'aiguat de 1940, il est estimé à 800, voire 1 300 m3/s, tant en eau qu'en débris divers.
Il a été reconnu que les dégâts de ces crues, en particulier celle de 1940, ont été amplifiés par la déforestation de la vallée. Cela a amené les autorités à lancer, dès 1942, un programme de reforestation de tout le Vallespir.

### Hydrographie
La Coumelade n'a pas d'affluent référencé par le SANDRE. Cependant, la carte topographique IGN en indique plusieurs, dont un canal (le mot catalan canal a la même signification qu'en français, mais il peut aussi désigner, comme ici, un cours d'eau naturel dont les berges étroites et verticales ressemblent à celles d'une voie d'eau artificielle) et plusieurs còrrecs, c'est-à-dire des ravines. Ceux qui sont nommés, depuis l'amont sont :
- Canal de la Regalèssia, rive droite (rd), confluence à 1 810 m ;
- Còrrec de la Llispetera, rive gauche (rg), qui a lui-même pour affluent le Còrrec de la Socarrada sur sa rive gauche ;
- Còrrec de la Congesta (rg) ;
- Còrrec del Rossinyol (rg) ;
- Còrrec de la Llosa, à 1 160 m, (rd) ;
- Còrrec de la Creueta (rd) ;
- Còrrec de la Font de l'Espinàs (rg) qui arrose La Llau ;
- Còrrec del Solà (rg) ;
- Còrrec de la Collada (rd), 749 m ;
- Còrrec del Comalassos (rg), 698 m ;
- Còrrec del Menerassos (rg) ;
- Còrrec del Egua Blanca (rd) ;
- Còrrec del Puig Cabrers (rd) ;
- Còrrec de Casa d'Amunt (rd).

## Écologie
Le climat doux et humide du haut Vallespir est très favorable à la forêt. À l'exception de quelques petites chênaies et surtout hêtraies résiduelles, la forêt actuelle est le résultat d'une reforestation entamée en 1942. En 2008, elle couvre 869 ha du territoire de la commune du Tech, soit 35%. 1 103 hectares de la commune font partie de la forêt domaniale du Vallespir, qui s'étend également sur les communes de Prats-de-Mollo-la-Preste, Montferrer et Corsavy n'est boisée qu'à 56%.
La végétation sur les flancs est composée de cinq étages. Jusqu'à 600 m d'altitude croît une végétation de type méditerranéen où dominent le chêne liège et le chêne vert. Puis vient l'étage subméditerranéen (chêne pubescent, jusqu'à 900 m), montagnard (hêtre commun, jusqu'à 1 700 m) et subalpin (pin à crochets). Au-delà de 2 000 m, la végétation est très clairsemée.
Des relevés floristiques ont été effectués au milieu des années 1990 dans différentes stations forestières de la moyenne vallée : à La Llau (altitude : 1 023 m), près de Saint-Guillem, à 1 340 m d'altitude et au roc del Reart (1 464 m) également à proximité de Saint-Guillem.
La station de La Llau est une châtaigneraie dont les châtaigniers peuvent atteindre 17 m de haut. À Saint-Guillem, les plus grands arbres sont des pins sylvestres de 12 m, au roc del Reart les hêtres atteignent 19 m.
Les résultats sont rassemblés dans les trois tableaux suivants.
Dans les tableaux, un + indique une espèce très peu abondante. Les chiffres indiquent la proportion de recouvrement du sol par l'espèce :
1. espèce peu abondante ou abondante recouvrant moins de 5% ;
2. espèce recouvrant entre 5 et 25% ;
3. entre 25 et 50% ;
4. entre 50% et 75% ;
5. plus de 75 %[36]

N.C. sur fond gris foncé signifie que l'espèce n'est pas présente dans le relevé publié.
Pour les arbustes et les arbres, trois chiffres sont donnés, par strate : le premier chiffre concerne la strate arborescente, le deuxième la strate arbustive, le troisième la strate herbacée.
| Espèces                                 | La Llau | St-Guillem | Roc del Reart |
| --------------------------------------- | ------- | ---------- | ------------- |
| Alisier blanc (Sorbus aria)             | 0+0     | N.C.       | N.C.          |
| Châtaignier (Castanea sativa)           | 410     | N.C.       | N.C.          |
| Chêne rouvre (Quercus sessiliflora)     | 101     | N.C.       | N.C.          |
| Érable à feuilles d'obier (Acer opalus) | 0+0     | N.C.       | N.C.          |
| Frêne commun (Fraxinus excelsior)       | ++1     | 0+1        | N.C.          |
| Hêtre commun (Fagus sylvatica)          | N.C.    | N.C.       | 41+           |
| Merisier (Prunus avium)                 | 00+     | N.C.       | N.C.          |
| Pin sylvestre (Pinus sylvestris)        | N.C.    | 400        | N.C.          |

|                                    | La Llau | St-Guillem | Roc del Reart |
| ---------------------------------- | ------- | ---------- | ------------- |
| Bruyère commune (Calluna vulgaris) | N.C.    | N.C.       | 001           |
| Noisetier (Corylus avellana)       | 010     | 0+1        | N.C.          |
| Genêt à balais (Cytisus scoparius) | 0++     | N.C.       | N.C.          |
| Genêt purgatif (Cytisus purgans)   | N.C.    | 011        | N.C.          |
| Lierre (Hedera helix)              | 0+1     | N.C.       | N.C.          |
| Houx (Ilex aquifolium)             | 010     | N.C.       | N.C.          |
| Rosier des chiens (Rosa canina)    | N.C.    | 0+0        | N.C.          |
| Framboisier (Rubus idaeus)         | N.C.    | 001        | N.C.          |
| Ronces (Rubus sp. pl.)             | 0+2     | 010        | N.C.          |
| Grand Sureau (Sambucus nigra)      | N.C.    | 0+0        | N.C.          |

|   | La Llau | St-Guillem | Roc del Reart |
| - | --- | --- | --- |
| + | Achillea millefolium, Brachypodium sylvaticum, Calamintha clinopodium, Campanula trachelium, Fallopia dumetorum, Galium maritimum, Hieracium umbellatum aggr., Linaria repens, Pteridium aquilinum, Solidago virgaurea, Veronica officinalis, Viola sylvestris s s.l. | Achillea millefolium, Aquilegia vulgaris, Asplenium trichomanes, Clinopodium vulgare, Dactylis glomerata, Deschampsia flexuosa, Dianthus monspessulanus, Galeopsis pyrenaicus, Geranium pusillum | Anthoxanthum odoratum, Campanula rotundifolia aggr., Silene rupestris, Solidago virgaurea, Viola riviniana, Viola tricolor                                                                                                  |
| 1 | Deschampsia flexuosa, Festuca gr. ovina, Galeopsis pyrenaica, Holcus mollis, Poa nemoralis, Prunella hastifolia, Stellaria holostea, Teucrium scorodonia, Veronica chamaedrys                                                                                         | Agrostis capillaris, Carex muricata ssp lamprocarpa, Cruciata glabra, Festuca rubra sl., Festuca sp., Fragaria vesca, Holcus mollis                                                              | Agrostis capillaris, Carex cf caryophyllea, Deschampsia flexuosa, Festuca gautieri ssp gautieri, Festuca lambinonii, Hieracium cf murorum, Pteridium aquilinum, Rumex acetosella, Teucrium scorodonia, Veronica officinalis |

|   | La Llau | St-Guillem                               | Roc del Reart                                                                                     |
| - | ------- | ---------------------------------------- | ------------------------------------------------------------------------------------------------- |
| + | N.C.    | Pleurozium schreberi                     | Brachythecium velutinum, Thuidium philiberti                                                      |
| 1 | N.C.    | Hypnum cupressiforme, Thuidium abietinum | Dicranum scoparium, Hypnum cupressiforme, Mnium spinosum, Polytrichum formosum, Rhytidium rugosum |

Légèrement en aval de l'ermitage Saint-Guillem (1 250 à 1 300 m d'altitude) se trouve un arboretum. D'une superficie d'un hectare, il héberge des Metasequoia, 
Sequoia, Calocedrus, Sequoiadendron, Quercus borealis, Cedrus, Chamaecyparis, Cryptomeria japonica, Larix, Pseudotsuga, Thuja plicata, Tsuga heterophylla ainsi que quinze espèces d'épicéas, autant de sapins, dix-neuf espèces de 
pins.
Après avoir disparu du Vallespir au cours des années 1960, la Loutre d'Europe a reconquis le bassin du Tech. Elle semble présente dans la Coumelade comme sur la plupart des rivières du bassin. Parmi les animaux aquatiques rares, la Coumelade abrite également l'Euprocte des Pyrénées (Euproctus asper) et le Desman des Pyrénées (Galemys pyrenaicus).

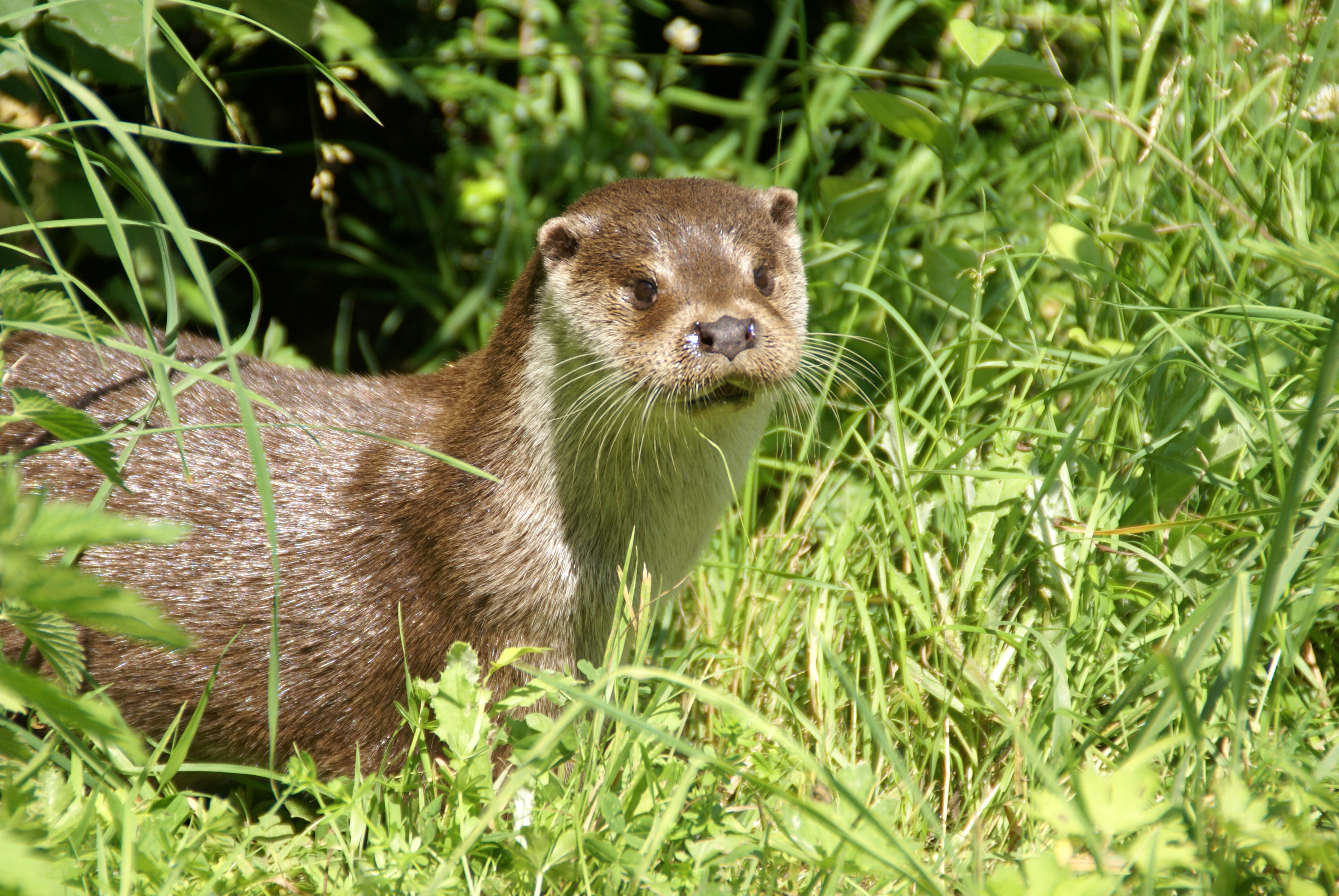
la Loutre d'Europe
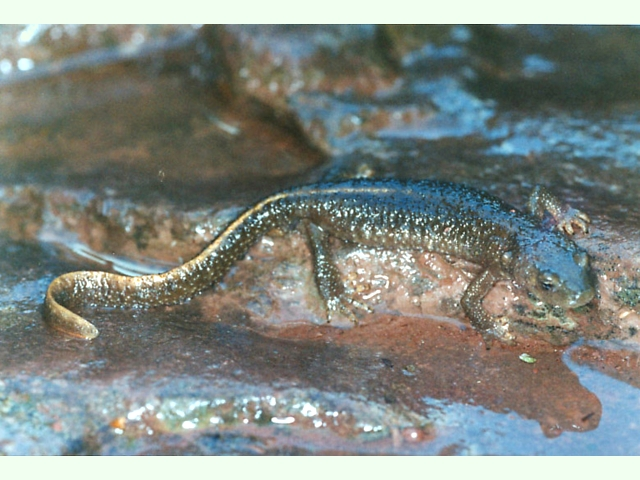
l'Euprocte des Pyrénées
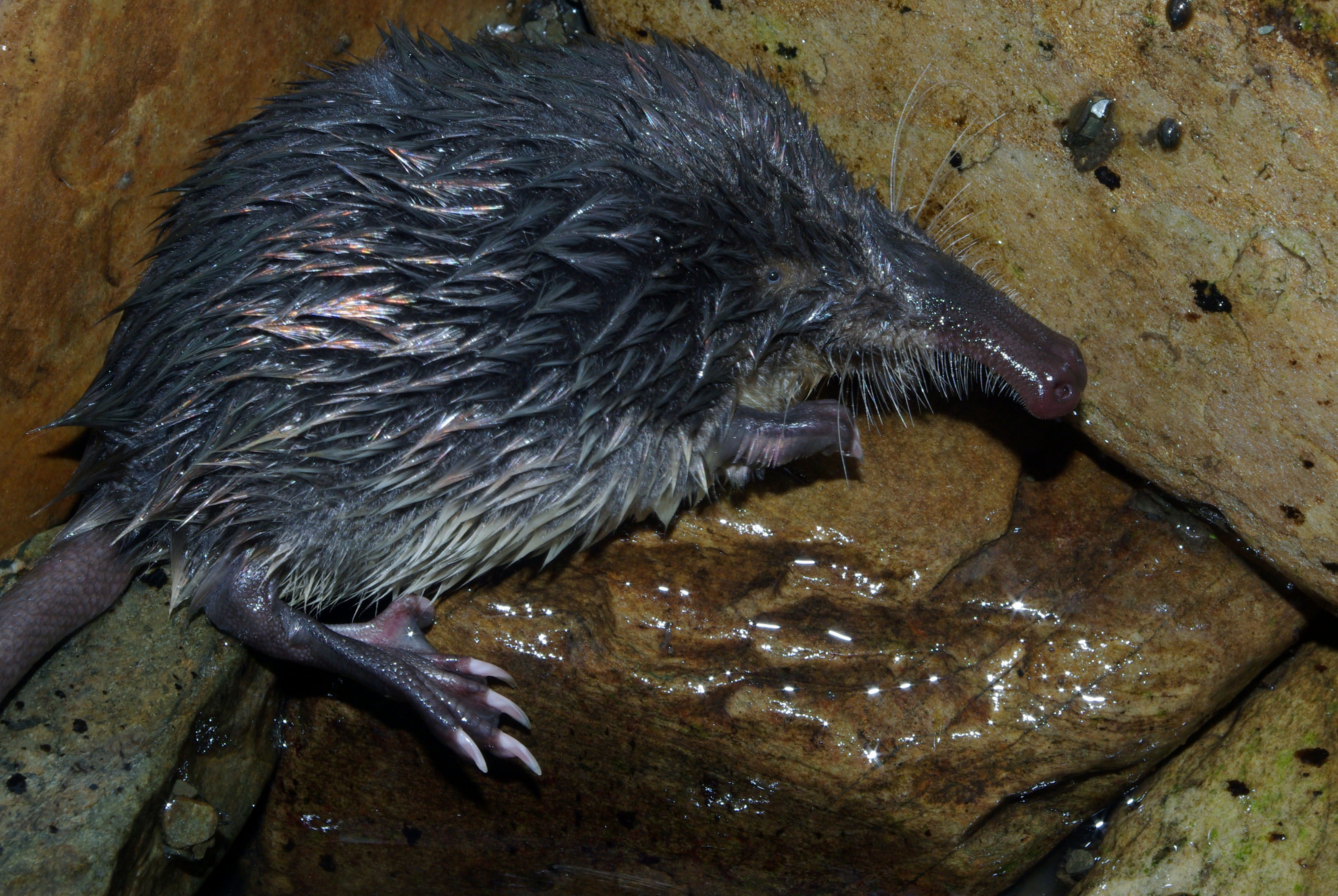
le Desman des Pyrénées

## Géographie humaine
La Coumelade traverse la seule commune du Tech, dans le département des Pyrénées-Orientales. La superficie de la ville du Tech est de 25 km2 et recouvre approximativement le bassin versant de la Coumelade ainsi qu'une petite partie de la rive droite du Tech.

### Voies d'accès
Le village du Tech se trouve à l'intersection de la route départementale 115 (D115) qui traverse tout le Vallespir du Boulou au col d'Ares et de la D44 qui permet de rejoindre Montferrer.
Une autre route départementale, appelée D74, dessert la vallée. La D74A relie le Tech à La Llau, que la D74 relie d'une part à Prats-de-Mollo par le col de Sous et d'autre part Montferrer par le col de la Roue. Depuis le col de la Roue, une route forestière permet de rejoindre l'ermitage Saint-Guillem. La moyenne vallée est sillonnée de plusieurs pistes et routes forestières, mais surtout de sentiers de randonnée pédestre, dont un bon nombre sont balisés.
Au niveau de Saint-Guillem, un sentier commun au tour du Canigou et au tour du Vallespir traverse la vallée. L'accès à Saint-Guillem à pied est balisé depuis le village du Tech, plusieurs variantes se présentant à proximité du col de la Roue. Près de l'ermitage Saint-Guillem se trouve un refuge gardé reconstruit en 2015. À l'extrémité supérieure des sentiers balisés se trouvent deux cabanes pouvant servir d'abri : la cabane de la jasse des Troncasses (1 733 m) et la cabane Vieille (1 811 m),.

### Canyoning et autres activités de sportives
Au niveau du refuge Saint-Guillem, une série de cascade constituent un site de canyoning. Suite ludique de cascades, d'une hauteur maximum de 12 mètres, dont la majorité passe en toboggan, le parcours est considéré "magnifique" et "facile", et plus précisément côté FFS/FFME: v2a3II. En aval, se trouve l'encaissement majeur et classique de la Coumelade. Pratiqué en canyoning depuis les années 1990. Le site est plus technique et plus engagé. Il comporte plusieurs cascades d'une hauteur de 20 mètres maximum pour une cotation FFS/FFME: v3a3III.
Ces deux sites, étant éloignés des centres touristiques et des circuits proposés par les moniteurs professionnels, ne bénéficient que d'une fréquentation confidentielle. Bien que référencés et inscrits sur la carte des sites sportifs de nature 1/250 du Conseil départemental des Pyrénées-Orientales, les deux parcours restent peu connus.

### Organisme gestionnaire
La gestion et l'aménagement du Tech est géré depuis 1994 par le Syndicat Intercommunal de Gestion et d'Aménagement (SIGA) du Tech, une structure 
EPCI regroupant trente-cinq communes du bassin versant.

### Équipement
Au hameau de La Llau se trouve une petite centrale hydroélectrique qui utilise une partie de l'eau de la Coumelade. Une conduite lui fait parcourir 3 km et pour une chute de 373 m suivant un débit moyen de 0,3 m3/s. Un débit est réservé à la rivière : 45 l/s du 16 mai au 14 octobre et 35 l/s le reste de l'année. La centrale est exploitée par EDF.
Deux stations météorologiques se trouvent dans la vallée : l'une à La Llau, l'autre dans le village du Tech.
Cependant, aucun radar pluviométrique ne couvre la vallée de la Coumelade.